# 이종주 (1959년)
이종주(李宗柱, 1959년 11월 13일 ~ )는 대한민국의 정치인이다.

## 학력
- 송원실업전문대학 공업경영과 졸업
- 한림성심대학교 행정과 졸업

## 경력
- 재춘호남향우회장
- 제19대 대통령선거 더불어민주당 문재인 후보 조직특보
- 매일경제 남춘천지국장
- 2014.07 ~ 2018.06: 제9대 강원도의회 의원 (초선, 비례대표)
- 2018.07 ~ 2022.06: 제10대 강원도의회 의원 (재선, 춘천시 제2선거구)
  - 2018.07 ~ 2020.06: 제10대 강원도의회 전반기 교육위원회 위원장
- 새로운미래 강원특별자치도당 공동위원장

## 역대 선거 결과
|  | 34.64% |

|  | 48.33% |

|  | 46.50% |